# Давлетов Февзі Різайович
Февзі Різайович Давлетов (узб. Fevzi Davletov, нар. 20 вересня 1972, Ташкент) — радянський та узбецький футболіст татарського походження, що грав на позиції захисника і півзахисника. По завершенні ігрової кар'єри — футбольний тренер. Відомий за виступами у низці узбецьких та зарубіжних клубів; а також за виступами у національній збірній Узбекистану, у складі якої став переможцем Азійських ігор 1994 року.

## Клубна кар'єра
Февзі Давлетов народився в Ташкенті, та розпочав виступи на футбольних полях у 1990 році в команді буферної зони другої ліги СРСР «Навбахор» з Намангана. Разом із командою в цьому році він зайняв друге місце в зональному турнірі, та наступний сезон грав у складі наманганської команди в першій лізі. У 1992 році розпочав виступи в складі команди вже увищому дивізіоні Узбекистану. У перший рік виступів разом із командою став володарем Кубку Узбекистану. З 1993 року грав у команді МХСК з Ташкента, з яким став у 1997 році чемпіоном країни. У 1998 році став гравцем казанської команди «Рубін», а в другій половині року грав за нижчоліговий російський клуб «Автомобіліст» з Ногінська. У 1999 році повернувся на батьківщину, де грав у команді «Дустлік», яка стала чемпіоном країни, а в кінці року перейшов до болгарського клубу «Беласиця». У середині 2000 року повернувся до «Дустліка», з яким у цьому році став чемпіоном країни та володарем кубку країни.
У 2002 році Февзі Давлетов став гравцем казахського клубу «Іртиш» з Павлодара, де був одним із основних гравців у команді, якоа двічі поспіль у 2002 і 2003 роках ставала чемпіоном Казахстану. У 2005 році Давлетов грав у іншій казахській команді «Жетису» з Талдикоргана. На початку 2006 року нетривалий час знаходився у складі казахської команди «Тобол», проте в команді так і не зіграв, а повернувся на батьківщину, де став гравцем клубу «Кизилкум», у складі якого грав до середини 2007 року. У середині 2007 року став гравцем казахської команди «Мегаспорт», в якій грав до кіця 2008 року. У 2009 році грав за узбецьку команду «Андижан», після чого завершив виступи на футбольних полях.

## Виступи за збірну
Февзі Давлетов дебютував у національній збірній Узбекистану 11 квітня 1994 року в товариському матчі зі збірною Туркменістану. У цьому ж році Давлетова включили до складу збірної для участі у Азійських іграх 1994 року в Японії. Хоча АФК цього року вирішила, що у складі збірних мають бути гравці лише віком до 23 років, проте практично всі команди приїхали на цей турнір у найсильніших складах. Февзі Давлетов на турнірі був одним із основних захисників команди, яка стала переможцем турніру. Надалі Давлетов грав у збірній з перервами до 2005 року, брав у її складі участь у Кубку Азії 1996 і 2000 років. Усього в складі збірної зіграв у 50 матчах, у яких відзначився 3 забитими м'ячами.

## Тренерська кар'єра
Після закінчення кар'єри гравця Февзі Давлетов протягом кількох років працював тренером клубу «Металург» (Бекабад).

## Нагороди
У 1994 році після перемоги у складі команди на Азійських іграх Февзі Давлетов разом із іншими переможцями ігор та їх тренерами був нагороджений державною нагородою Республіки Узбекистан — медаллю «Шухрат».

## Титули і досягнення
«Навбахор» (Наманган)
- Володар Кубку Узбекистану: 1992

МХСК (Ташкент)
- Чемпіон Узбекистану: 1997

«Дустлік»
- Чемпіон Узбекистану: 1999, 2000
- Володар Кубку Узбекистану: 2000

«Іртиш»
- Чемпіон Казахстану: 2002, 2003

Збірна Узбекистану
- Азійські ігри:

- : 1994